# Jaciment de Campdorà
El jaciment de Campdorà és un jaciment arqueològic situat a la plana al·luvial del riu Ter situat a Campdorà al municipi de Girona (Gironès), inclòs a l'Inventari del Patrimoni Arqueològic i Paleontològic de Catalunya.

## Descripció
Es tracta d'una estació a l'aire lliure del Paleolític inferior (pre-mosterià), emplaçat a la ribera dreta del riu Ter, abans d'entrar a la gorja del Congost, en l'agregat de Campdorà, situat entre la carretera que mena de Girona a Palamós i la via del ferrocarril. Va ser descobert l'any 1973 per J. Canal, E. Carbonell i J. Canal de Diego que hi varen recollir materials. Indústria fabricada sobre còdol (chopper i chopping-tool) i esclats de gran mida (tipus hacherau), predominant el pòrfir sobre les altres matèries primeres.Dues peces tenen especial importància, un tallat obtingut amb sis extraccions i un gran hacherau.